# خافيير شيفانتون
إرنستو خافيير شيفانتون إسبينوزا (بالإسبانية: Ernesto Javier Chevantón)‏، من مواليد 12 أغسطس 1980 في خوان لاكاز في أوروغواي، لاعب كرة قدم أوروجوياني.
بدأ مسيرته الكروية مع نادي دانوبيو في عام 1997، ولعب معهم حتى عام 2001، وشارك معهم في 57 مباراة وسجل 49 هدف، وفي عام 2001 انتقل إلى نادي ليتشي الإيطالي، ولعب معهم حتى عام 2004، وشارك معهم في 88 مباراة وسجل 47 هدف، وفي عام 2004 انتقل إلى نادي موناكو الفرنسي، ولعب معهم حتى عام 2006، وشارك معهم في 50 مباراة وسجل 20 هدف، ومنذ عام 2006 وهو يلعب مع نادي إشبيلية الإسباني.
و هو لاعب في منتخب أوروغواي لكرة القدم.سابقا

## مسيرته الكروية
لعب خافيير شيفانتون خلال مسيرته الاحترافية مع 8 أندية في عشرون موسمًا وسجل خلالها 141 هدف ضمن 291 مباراة. حيث فاز في موسمين بالكأس ولم يفز بأي دوري.
خاض خافيير شيفانتون مسيرته مع نادي دانوبيو في موسم 1997 ليلعب معه خمسة مواسم، مشاركًا في 57 مباراة سجل خلالها 49 هدفًا. ثم انتقل إلى نادي ليتشي في موسم 2001–02 في المرة الأولى ولمدة موسمين ثم في موسم 2010–11 ولمدة موسمين ثم في موسم 2012–13 لمدة موسم واحد، حيث شارك طوالها في 111 مباراة سجل خلالها 53 هدفًا. لينتقل بعدها إلى نادي موناكو في موسم 2004–05 ولمدة موسمين، مشاركًا في 50 مباراة سجل خلالها 20 هدف. ثم انتقل إلى نادي إشبيلية في موسم 2006–07 ليلعب معه أربعة مواسم، مشاركًا في 34 مباراة سجل خلالها 8 أهداف. هذا وانتقل لاحقًا إلى نادي أتالانتا في موسم 2009–10 لمدة موسم واحد، مشاركًا في 12 مباراة سجل خلالها هدفين. ثم انتقل بعدها إلى نادي أتليتيكو كولون في موسم 2011–12 لمدة موسم واحد، مشاركًا في 15 مباراة سجل خلالها 6 أهداف. ليعود وينتقل من جديد، لكن هذه المرة إلى نادي ليفربول في موسم 2013–14 لمدة موسم واحد، مشاركًا في 10 مباريات سجل خلالها 3 أهداف.

## روابط خارجية
- خافيير شيفانتون على موقع الاتحاد الدولي (مؤرشف)  (الإنجليزية)
- خافيير شيفانتون على موقع إي إس بي إن إف سي (الإنجليزية)
- خافيير شيفانتون على موقع قاعدة بيانات كرة القدم.إي يو (الإنجليزية)
- خافيير شيفانتون على موقع بيانات كرة القدم. دي إي (الألمانية)
- خافيير شيفانتون على موقع ليكيب (الفرنسية)
- خافيير شيفانتون على موقع ناشيونال فوتبول تيمز (الإنجليزية)
- خافيير شيفانتون على موقع Soccerbase.com (لاعب) (الإنجليزية)
- خافيير شيفانتون على موقع Soccerway.com (الإنجليزية)
- خافيير شيفانتون على موقع عالم كرة القدم.نت (الإنجليزية)